# Boom!
Pour les articles homonymes, voir Boum.
Ne doit pas être confondu avec Boum !.
 (septembre 2021).
Si vous disposez d'ouvrages ou d'articles de référence ou si vous connaissez des sites web de qualité traitant du thème abordé ici, merci de compléter l'article en donnant les références utiles à sa vérifiabilité et en les liant à la section « Notes et références ».

Boom! est une chanson du groupe de rock américain System of a Down. C'est la piste 4 de l'album Steal This Album!, sortit le 26 novembre 2002. La musique est de Daron Malakian et les paroles de Serj Tankian et Daron Malakian.
Les paroles de ce morceau sont anti-guerre.
Michael Moore en a réalisé le clip.
Le clip montre différentes manifestations contre la guerre en Irak à travers le monde ainsi qu'un dessin animé haut en couleur caricaturant George W. Bush, Tony Blair, Saddam Hussein et Oussama ben Laden chevauchant des obus allant s'écraser sur l'Irak.